# Karol Kirst
Karol Kirst (ur. 7 stycznia 1885 w Łodzi, zm. 13 maja 1953 tamże) – polski prawnik, działacz związkowy i polityk, urzędnik państwowy II Rzeczypospolitej, wojewoda białostocki w latach 1927–1930.

## Życiorys
Urodził się 7 stycznia 1885 w Łodzi, w rodzinie Edwarda i Natalii z Olex-Majewskich. Ukończył IV Gimnazjum w Warszawie. Studiował na wydziale prawa Uniwersytetu Warszawskiego. W 1903/1904 wystąpił z uczelni w związku z akcją bojkotowania uczelni rosyjskich. W 1910 ukończył studia na wydziale prawa uniwersytetu w Dorpacie. Tam należał do Korporacji Akademickiej Konwent Polonia. Po ukończeniu studiów był aplikantem przy Sądzie Okręgowym w Warszawie, od 1912 pomocnikiem adwokata przysięgłego, następnie adwokatem przysięgłym w Odessie oraz radcą prawnym Rosyjskiego Towarzystwa Żeglugi i Handlu w Odessie. W 1917 został wybrany radnym miejskim Odessy z grupu polskiej.
Od 1918 był sędzią pokoju w Lipnie, referentem i radcą w Ministerstwie Pracy i Opieki Społecznej, radca i naczelnik wydziału w Ministerstwie Sprawiedliwości, w latach 1918–1919 w Sekretariacie Związku Zawodowego Robotników Rolnych RP. W latach 1919–1920 kierownik biura Komitetu Obrony Śląska w Częstochowie. Działacz PSL „Wyzwolenie”. Od grudnia 1924 sędzia Sądu Apelacyjnego we Lwowie, później dyrektor Departamentu Politycznego, a następnie Departamentu Administracyjnego Ministerstwa Spraw Wewnętrznych. Od 24 listopada 1927 do 10 lipca 1930 wojewoda białostocki, następnie prokurator i od 14 lutego 1934 sędzia Sądu Najwyższego RP. Działacz BBWR.
Pochowany na cmentarzu Powązkowskim (kwatera 49-3-4).

## Ordery i odznaczenia
- Krzyż Komandorski Orderu Odrodzenia Polski (9 listopada 1926)[4][1]
- Złoty Krzyż Zasługi (19 lipca 1939)[5]
- Medal Dziesięciolecia Odzyskanej Niepodległości[1]
- Srebrny Medal za Długoletnią Służbę[1]
- Brązowy Medal za Długoletnią Służbę[1]